# 洛克尼察
51°48′16″N 25°50′37″E / 51.80444°N 25.84361°E

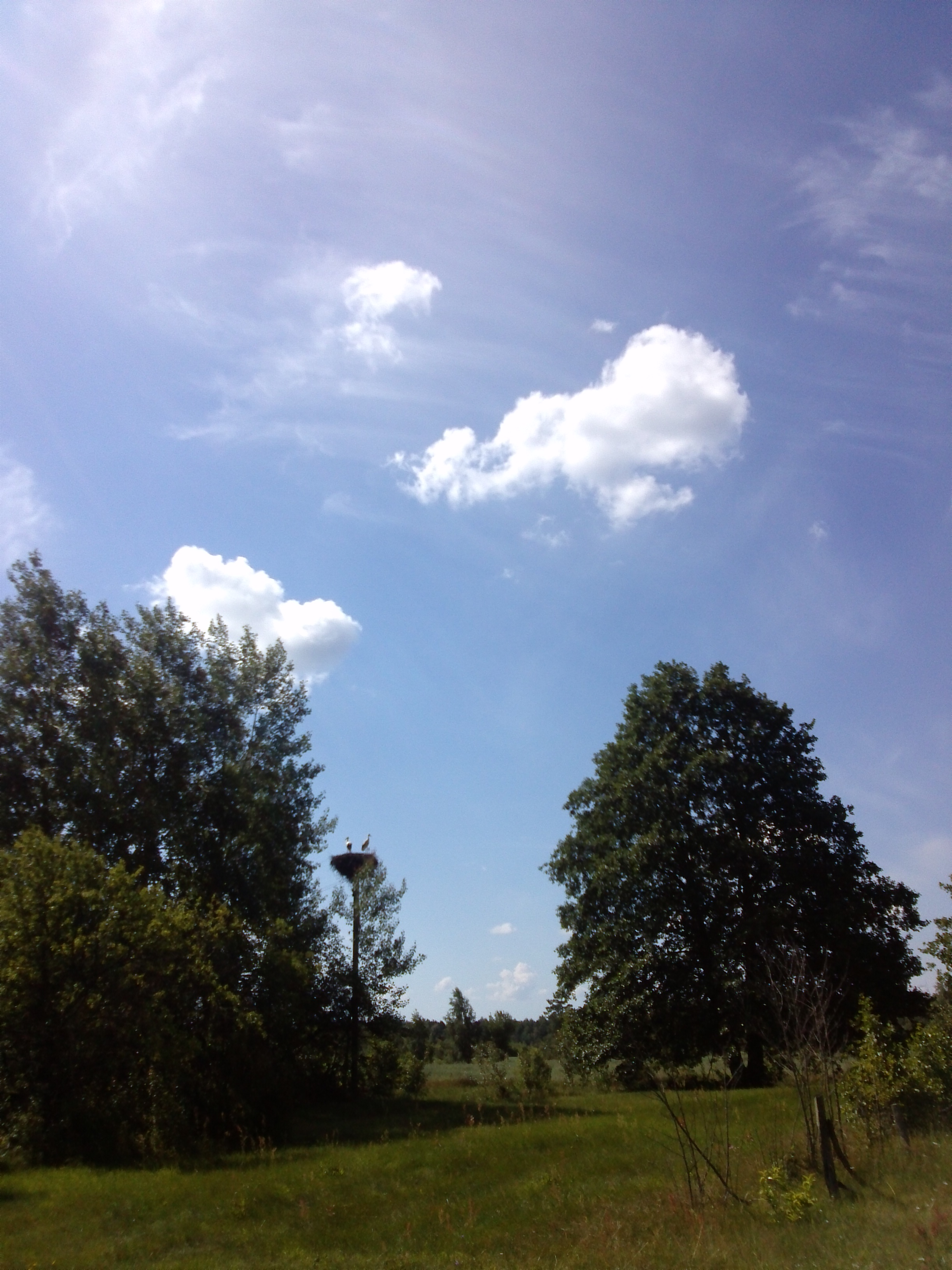
诺贝尔国家公园

洛克尼察（烏克蘭語：Локниця），是烏克蘭西北部羅夫諾州瓦拉什区洛克尼察市镇内的村落及其行政中心。處於姆利諾克河畔，始建於1561年，面積55.1平方公里，海拔高度140米，2021年人口1,030，人口密度每平方公里21.2人。
1. ↑  . loknycka-gromada.gov.ua.   [2024-07-10] （乌克兰语）.